# Diethylcarbamazin
Diethylcarbamazin ist eine chemische Verbindung aus der Gruppe der Piperazinderivate, die als Arzneistoff gegen Wurmerkrankungen (Anthelminthikum) eingesetzt wird. Diethylcarbamazin wird in der Liste der unentbehrlichen Arzneimittel der Weltgesundheitsorganisation geführt.

## Klinische Angaben

### Anwendungsgebiete (Indikationen)
Diethylcarbamazin wird von der Weltgesundheitsorganisation (WHO) zur Behandlung und zeitlich begrenzten Prophylaxe der Loiasis empfohlen. Darüber hinaus ist Diethylcarbamazin zur Behandlung der lymphatischen und okkulten Filariose geeignet.

### Gegenanzeigen (Kontraindikationen)
Eine schwere Vorerkrankung oder eine bestehende Schwangerschaft gelten als relative Kontraindikationen für die Anwendung von Diethylcarbamazin.

### Nebenwirkungen
Zu den charakteristischen Nebenwirkungen zählen immunologische Störungen, wie die Mazzotti-Reaktion. Diese ist durch das Abtöten der Krankheitserreger und damit verbunden durch einen starken Anstieg toxischer Zerfallsprodukte bedingt. Kopfschmerzen, Fieber, Müdigkeit, Appetitlosigkeit, Ausschlag oder Asthmaanfälle können in diesem Zusammenhang auftreten. Diese Symptome treten innerhalb weniger Stunden auf und verschwinden nach etwa fünf Tagen. Eine mögliche Proteinurie ist meist vorübergehend.

## Pharmakologie

### Pharmakodynamik
Diethylcarbamazin ist ein oral und parenteral verabreichbares Antiparasitikum mit Wirkung gegen Nematoden (z. B. bei Onchozerkose) und frühe Larvenstadien von Dirofilaria immitis. Diethylcarbamazin steht als Citrat zur oralen und intramuskulären Applikation zur Verfügung. Es wird heute aber durch Ivermectin abgelöst.

### Pharmakokinetik
Nach oraler Verabreichung wird Diethylcarbamazin nahezu vollständig aufgenommen und verteilt sich außerhalb des Fettgewebes. Seine Plasmahalbwertszeit beträgt etwa 6 bis 12 Stunden.

## Sonstige Informationen
Diethylcarbamazincitrat ist ein weißes, leicht hygroskopisches, kristallines Pulver, mit einem Schmelzpunkt von ca. 138 °C. Es ist sehr gut wasserlöslich. Die Löslichkeit in Alkohol (1 g in 35 ml) ist nur gering. Es wurde zuerst im Jahr 1949 von der Firma American Cyanamid patentiert.
Für Tiere sind in Deutschland keine Präparate auf der Basis von Diethylcarbamazin mehr zugelassen, die Anwendung bei Lebensmittel liefernden Tieren ist nicht erlaubt.
In Indien und China wird Speisesalz mit der Substanz angereichert.

## Handelsnamen
- Banocide Forte, Carbilazine, Caricide, Cypip, Ethodryl, Filaribits, Hetrazan, Notézine, Spatonin